# The Asylum
The Asylum es una compañía estadounidense dedicada a la producción y distribución de cinematográfica que se enfoca en producciones de menor presupuesto, usualmente realizando películas directamente para vídeo. El estudio ha producido films que capitalizan producciones de estudios más grandes; estas películas han sido llamadas «mockbusters» por la prensa.

## Historia
Asylum fue fundada por los exejecutivos de Village Roadshow Pictures David Rimawi, Sherri Strain, y el director David Michael Latt en 1997. La compañía se centró en la producción de películas de bajo presupuesto lanzadas directamente para video, generalmente en el género de terror, pero no pudieron encontrar un mercado debido a la competencia de grandes estudios, tales como Lions Gate Entertainment. En 2005, la compañía produjo una adaptación con bajo presupuesto de La guerra de los mundos de H. G. Wells, que fue lanzada el mismo año que Steven Spielberg adaptara el mismo material. Blockbuster Inc. ordenó 100.000 copias de la versión de Asylum, una orden significativamente mayor que cualquiera de las anteriores películas de la empresa, hecho que provocó que Latt y Rimawi reconsideraran su modelo de negocios.
En el 2007, se registraron similitudes entre las películas de esta distribuidora y la de los grandes estudios. Por ejemplo, la película Transmorphers lleva un número de similitudes con la película Transformers, que fue lanzada teatralmente dos días después del lanzamiento de Transmorphers. 
Según Latt: «Yo no quiero engañar a nadie. Solo estoy tratando de que mis películas sean más vistas. Otras personas hacen adaptaciones todo el tiempo; simplemente son mejores en ser sutiles. Otro estudio podría hacer una película de robots gigantes parecida a Transformer y llamarla Robot Wars. Llamaremos a la nuestra Transmorphers».
En 2008, la 20th Century Fox amenazó con emprender una demanda contra The Asylum por la película The Day the Earth Stopped, un film parecido a The Day the Earth Stood Still.

## Producción
El tiempo de trabajo de The Asylum es generalmente cuatro meses, desde la decisión de crear una película hasta tenerla terminada, con el guion terminado dentro de cuatro a seis semanas. La preproducción es realizada en solo unas pocas semanas, y la producción en «un par de semanas» (en el caso de Mega Piranha, tomó más tiempo porque se filmó en Belice). La filmación completa un promedio de 12 a 15 páginas de cada guion en un solo día.

## Salida
El presupuesto habitual de The Asylum para una producción, al parecer es «bastante por debajo de un millón de dólares», y normalmente se rompe incluso después de unos tres meses. La productora nunca ha perdido dinero en una película. Las producciones del estudio han sido llamadas películas de Serie B y «mockbusters». Latt prefiere el término «Adaptaciones» a «mockbusters» para las producciones de The Asylum, incluso al referirse a aquellas que capitalizan versiones principales que contienen historias originales. Las películas del estudio se publican normalmente directo a video poco antes del estreno de alguna película de los estudios principales, utilizando temas o historias similares.
The Asylum también ha producido películas con temas religiosos fuertes. Por ejemplo, El Apocalipsis fue desarrollado inicialmente como una simple película de desastre en el estilo de Deep Impact, pero Latt afirma que algunos compradores querían que la empresa desarrollara una película religiosa. Como resultado, la empresa consultó sacerdotes y rabinos para incorporar la fe en función de los elementos. Una empresa subsidiaria «"Faith Films"» fue creada para distribuir películas con esos temas. 
Sunday School Musical fue producida después de que personal de The Asylum asistiera a un seminario de mercadotecnia para una audiencia cristiana donde el anfitrión del seminario sugirió que la película perfecta sería una versión cristiana de High School Musical.
Las producciones de The Asylum a veces cuentan con más sexualidad explícita o violencia gráfica que sus contrapartes de los estudios grandes, porque no podrían estar en competencia con películas clasificadas como PG-13 por la Motion Picture Association of America. Rolf Potts de The New York Times describió Transmorphers como un film sin actores reconocibles, donde no hay conexiones con merchandising y con una indescifrable mezcla de sonido. También dijo que, a diferencia de Transformers, tiene baratos efectos especiales y una temática que involucra lesbianas.
En la película de 2008 Death Racers aparece el grupo de hip-hop Insane Clown Posse y el exluchador Scott Levy «Cuervo» en los papeles principales. Mega Python vs Gatoroid, lanzada en 2011, fue protagonizada por las cantantes Debbie Gibson y Tiffany.

## Lista de películas de The Asylum
| Año  | Versión de Asylum                                                                  | Versión original y famosa de mayor presupuesto     |
| ---- | ---------------------------------------------------------------------------------- | -------------------------------------------------- |
| 1999 | Bellyfruit                                                                         | N/A                                                |
| 2001 | Fourplay                                                                           | N/A                                                |
| 2004 | Vampires vs. Zombies                                                               | Freddy vs. Jason                                   |
| 2005 | King of the Lost World                                                             | King Kong                                          |
| 2005 | H. G. Wells' War of the Worlds                                                     | La guerra de los mundos                            |
| 2006 | The Da Vinci Treasure                                                              | The Da Vinci Code                                  |
| 2006 | Pirates of Treasure Island                                                         | Pirates of the Caribbean: Dead Man's Chest         |
| 2006 | Snakes on a Train                                                                  | Snakes on a Plane                                  |
| 2006 | When a Killer Calls                                                                | When a Stranger Calls                              |
| 2006 | 666: The Child                                                                     | The Omen                                           |
| 2006 | Halloween Night                                                                    | N/A                                                |
| 2006 | Hillside Cannibals                                                                 | The Hills Have Eyes                                |
| 2006 | The 9/11 Commission Report                                                         | United 93 World Trade Center                       |
| 2006 | Dragon                                                                             | Eragon                                             |
| 2007 | AVH: Alien vs Hunter                                                               | Aliens vs. Predator: Requiem                       |
| 2007 | Transmorphers                                                                      | Transformers                                       |
| 2007 | I Am Ωmega                                                                         | I Am Legend                                        |
| 2007 | The Hitchhiker                                                                     | The Hitcher                                        |
| 2007 | The Apocalypse                                                                     | N/A                                                |
| 2007 | Invasion of the Pod People                                                         | The Invasion                                       |
| 2007 | 30,000 Leagues Under the Sea                                                       | N/A                                                |
| 2008 | Allan Quatermain and the Temple of Skulls                                          | Indiana Jones y el reino de la calavera de cristal |
| 2008 | Sunday School Musical                                                              | High School Musical 3: Senior Year                 |
| 2008 | The Day the Earth Stopped                                                          | The Day the Earth Stood Still                      |
| 2008 | 100 Million BC                                                                     | 10 000 a. C.                                       |
| 2008 | Death Racers                                                                       | Death Race                                         |
| 2008 | Journey to the Center of the Earth (The Asylum)                                    | Viaje al centro de la Tierra                       |
| 2008 | Monster                                                                            | Cloverfield                                        |
| 2008 | Street Racer                                                                       | The Fast and the Furious: Tokyo Drift              |
| 2008 | War of Worlds 2: The Next Wave                                                     | N/A                                                |
| 2009 | Transmorphers: Fall of Man                                                         | Transformers: la venganza de los caídos            |
| 2009 | The Terminators                                                                    | Terminator Salvation                               |
| 2009 | Princess of Mars                                                                   | John Carter                                        |
| 2009 | Paranormal Entity                                                                  | Paranormal Activity                                |
| 2009 | The Land That Time Forget                                                          | Land of the Lost                                   |
| 2009 | Mega Shark Versus Giant Octopus                                                    | N/A                                                |
| 2009 | 18-Year-Old Virgin                                                                 | Virgen a los 40                                    |
| 2009 | Sex Pot                                                                            | N/A                                                |
| 2009 | Princess of Mars                                                                   | Avatar                                             |
| 2009 | Hauting of Winchester House                                                        | The Haunting in Connecticut                        |
| 2009 | 2012: Supernova                                                                    | 2012                                               |
| 2010 | Sir Arthur Conan Doyle's Sherlock Holmes                                           | Sherlock Holmes                                    |
| 2010 | Mega Piranha                                                                       | Piranha 3D                                         |
| 2010 | 6 Guns                                                                             | Jonah Hex                                          |
| 2010 | Titanic II                                                                         | Titanic                                            |
| 2010 | The 7 Adventures of Sinbad                                                         | Prince of Persia: The Sands of Time                |
| 2010 | 8213: Gacy House / Paranormal Entity 2: Gacy House                                 | Paranormal Activity 2                              |
| 2010 | MILF                                                                               | N/A                                                |
| 2010 | 2010: Moby Dick / Moby Dick: 2010                                                  | N/A                                                |
| 2010 | Mega Shark Versus Crocosaurus                                                      | N/A                                                |
| 2011 | Battle of Los Angeles                                                              | Battle: Los Angeles                                |
| 2011 | Almighty Thor                                                                      | Thor                                               |
| 2011 | 200 mph                                                                            | Fast Five                                          |
| 2011 | Anneliese: The Exorcist Tapes / Paranormal Entity 3: The Exorcist Tapes            | Paranormal Activity 3                              |
| 2011 | 3 Muketeers                                                                        | Los tres mosqueteros                               |
| 2011 | 11/11/11                                                                           | 11-11-11                                           |
| 2011 | Barely Legal                                                                       | N/A                                                |
| 2011 | The Amityville Hauting                                                             | The Amityville Horror                              |
| 2011 | Zombie Apocalypse                                                                  | Resident Evil                                      |
| 2011 | Mega Python vs. Gatoroid                                                           | N/A                                                |
| 2011 | Princess and the Pony                                                              | The Princess and the Frog                          |
| 2011 | 2012: Ice Age                                                                      | 2012                                               |
| 2012 | Clash of the Empires / Lord of the Elves / Clash of the Empires                    | El hobbit: un viaje inesperado                     |
| 2012 | The Haunting of Whaley House                                                       | N/A                                                |
| 2012 | Grimm's Snow White                                                                 | Snow White & the Huntsman Mirror Mirror            |
| 2012 | 2-Headed Shark Attack                                                              | N/A                                                |
| 2012 | Bikini Spring Break                                                                | Spring Breakers                                    |
| 2012 | Abraham Lincoln vs. Zombies                                                        | Abraham Lincoln: cazador de vampiros               |
| 2012 | Alien Origin                                                                       | Prometheus                                         |
| 2012 | 100 Ghost Street: The Return of Richard Speck / Paranormal Entity 4: The Awakening | Paranormal Activity 4                              |
| 2012 | American Warships                                                                  | Battleship                                         |
| 2012 | Nazis at the Center of the Earth / Bloodstorm                                      | Iron Sky Viaje al centro de la Tierra Zombis Nazis |
| 2012 | Hold Your Breath                                                                   | N/A                                                |
| 2012 | Rise to the Zombie                                                                 | Resident Evil: Retribution                         |
| 2013 | Atlantic Rim                                                                       | Pacific Rim                                        |
| 2013 | AE: Apocalypse Earth                                                               | After Earth Oblivion                               |
| 2013 | Hansel & Gretel                                                                    | Hansel y Gretel: cazadores de brujas               |
| 2013 | Jack the Giant Killer                                                              | Jack the Giant Slayer                              |
| 2013 | 100 Degrees below Zero                                                             | N/A                                                |
| 2013 | 500 mph Storm                                                                      | N/A                                                |
| 2013 | Alone for Christmas                                                                | Home Alone                                         |
| 2013 | Attila                                                                             | N/A                                                |
| 2013 | Sharknado                                                                          | N/A                                                |
| 2013 | Age of Dinosaurs                                                                   | N/A                                                |
| 2014 | Sharknado 2: The Second One                                                        | N/A                                                |
| 2014 | Mega Shark Versus Mecha Shark                                                      | N/A                                                |
| 2014 | Ardeness Fury                                                                      | Fury                                               |
| 2014 | Age of Tomorrow                                                                    | Al filo del mañana                                 |
| 2014 | Airplane vs. Volcano                                                               | N/A                                                |
| 2014 | Alpha House                                                                        | Neighbors                                          |
| 2014 | Android Cop                                                                        | RoboCop                                            |
| 2014 | Apocalypse Pompeii                                                                 | Pompeii                                            |
| 2014 | Asian School Girls                                                                 | N/A                                                |
| 2014 | Asteroid vs. Earth                                                                 | N/A                                                |
| 2014 | Mercenaries                                                                        | The Expendables 3                                  |
| 2014 | Hercules Reborn                                                                    | Hércules The Legend of Hercules                    |
| 2014 | Jailbait                                                                           | Orange Is the New Black                            |
| 2014 | Sleeping Beauty                                                                    | Maléfica                                           |
| 2014 | Z-Nation                                                                           | The Walking Dead                                   |
| 2015 | Avengers Grimm                                                                     | Avengers: Age of Ultron Once Upon a Time           |
| 2015 | Bound                                                                              | 50 Sombras de Grey                                 |
| 2015 | Mega Shark Versus Kolossus                                                         | N/A                                                |
| 2015 | Hansel vs Gretel                                                                   | N/A                                                |
| 2015 | Road Wars                                                                          | Mad Max: Fury Road                                 |
| 2015 | San Andreas Quake                                                                  | San Andreas                                        |
| 2015 | Sharknado 3: Oh Hell No!                                                           | N/A                                                |
| 2015 | Flight World War II                                                                | N/A                                                |
| 2015 | 3-Headed Shark Attack                                                              | N/A                                                |
| 2015 | Martian Land                                                                       | The Martian                                        |
| 2016 | Zoombies                                                                           | Zoo Castores zombies                               |
| 2016 | Sharknado: The 4th Awakens                                                         | N/A                                                |
| 2016 | Izzie's Way Home                                                                   | Buscando a Dory                                    |
| 2016 | In the Name of Ben-Hur                                                             | Ben-Hur                                            |
| 2016 | Independents' Day                                                                  | Independence Day: Resurgence                       |
| 2016 | Little Dead Rotting Hood                                                           | Little Red Riding Hood                             |
| 2016 | Sinister Squad                                                                     | Escuadrón suicida                                  |
| 2016 | Ghosthunters                                                                       | Cazafantasmas                                      |
| 2016 | Planet of the Sharks                                                               | War for the Planet of the Apes                     |
| 2017 | Jurassic School                                                                    | N/A                                                |
| 2017 | Ice Sharks                                                                         | N/A                                                |
| 2017 | King Arthur and the Knights of the Round Table                                     | King Arthur: Legend of the Sword                   |
| 2017 | Sharknado 5: Global Swarming                                                       | N/A                                                |
| 2017 | If Looks Could Kill                                                                | N/A                                                |
| 2017 | Oceans Rising                                                                      | N/A                                                |
| 2017 | The Fast and the Fierce                                                            | The Fate of the Furious                            |
| 2017 | Evil Nanny                                                                         | N/A                                                |
| 2017 | Nightmare Wedding                                                                  | N/A                                                |
| 2017 | Geo-Disaster                                                                       | Geostorm                                           |
| 2017 | CarGo                                                                              | Cars 3                                             |
| 2017 | 5-Headed Shark Attack                                                              | N/A                                                |
| 2017 | Alien Convergence                                                                  | Alien: Covenant                                    |
| 2017 | Operation Dunkirk                                                                  | Dunkerque                                          |
| 2017 | Troy The Odyssey                                                                   | N/A                                                |
| 2018 | Megalodon                                                                          | Megalodón                                          |
| 2018 | Atlantic Rim: Resurrection                                                         | Pacific Rim: Uprising                              |
| 2018 | Tomb Invader                                                                       | Tomb Raider                                        |
| 2018 | Avengers Grimm: Time Wars                                                          | Avengers: Infinity War                             |
| 2018 | 6-Headed Shark Attack                                                              | N/A                                                |
| 2018 | Triassic World                                                                     | Jurassic World: El reino caído                     |
| 2018 | The Last Sharknado: It's About Time                                                | N/A                                                |
| 2018 | Alien Predator                                                                     | El Depredador                                      |
| 2018 | Nazi Overlord                                                                      | Overlord                                           |
| 2018 | Hornet                                                                             | Bumblebee                                          |
| 2019 | Arctic Apocalypse                                                                  | The Day After Tomorrow                             |
| 2019 | Mommy Would Never Hurt You                                                         | Sharp Objects                                      |
| 2019 | Black Summer                                                                       | N/A                                                |
| 2019 | Zoombies 2                                                                         | Pet Sematary Zoo                                   |
| 2019 | Monster Island                                                                     | Godzilla: King of the Monsters                     |
| 2019 | Adventures of Aladdin                                                              | Aladdin                                            |
| 2019 | Clown                                                                              | It Chapter Two                                     |
| 2019 | D-Day                                                                              | Midway                                             |
| 2019 | American Psychos                                                                   | N/A                                                |
| 2019 | The Doctor Will Kill You Now                                                       | N/A                                                |
| 2019 | The Final Level: Escaping Rancala                                                  | Jumanji: The Next Level                            |
| 2019 | Christmas Belles                                                                   | N/A                                                |
| 2019 | A Beauty & The Beast Christmas                                                     | N/A                                                |
| 2020 | Battle Star Wars                                                                   | Star Wars: The Rise of Skywalker                   |
| 2020 | Homeward                                                                           | Onward                                             |
| 2020 | My Nightmare Landlord                                                              | N/A                                                |
| 2020 | Collision Earth                                                                    | N/A                                                |
| 2020 | Fast and Fierce: Death Race                                                        | Fast & Furious 9                                   |
| 2020 | Top Gunner                                                                         | Top Gun: Maverick                                  |
| 2020 | Shark Season                                                                       | N/A                                                |
| 2020 | Monster Hunters                                                                    | Monster Hunter                                     |
| 2020 | Apocalypse of Ice                                                                  | The Day After Tomorrow                             |
| 2020 | Asteroid-a-geddon                                                                  | N/A                                                |
| 2020 | Airliner Sky Battle                                                                | N/A                                                |
| 2020 | Christmas in Vienna                                                                | N/A                                                |
| 2020 | Beaus of Holly                                                                     | N/A                                                |
| 2020 | Meteor Moon                                                                        | Moonfall                                           |
| 2021 | Triassic Hunt                                                                      | N/A; secuela de Triassic World                     |
| 2021 | Alien Conquest                                                                     | N/A                                                |
| 2021 | Ape Vs. Monster                                                                    | Godzilla vs. Kong Rampage                          |
| 2021 | Aquarium of the Dead                                                               | Zoo Pet Sematary                                   |
| 2021 | The Rebels of PT-218                                                               | N/A                                                |
| 2021 | Insect                                                                             | N/A                                                |
| 2021 | The Bermuda Triangle                                                               |                                                    |
| 2021 | Bram Stoker's Dracula                                                              |                                                    |
| 2021 | MegaBoa                                                                            |                                                    |
| 2021 | Jungle Run                                                                         | Jungle Cruise                                      |
| 2021 | Megalodon Rising                                                                   |                                                    |
| 2021 | Underworld                                                                         |                                                    |
| 2021 | Planet Dune                                                                        | Dune                                               |
| 2021 | Robotapocalypse                                                                    | N/A                                                |
| 2021 | Devil's Triangle                                                                   | N/A                                                |
| 2022 | MegaBoa                                                                            | Anaconda                                           |